# المنظمة الأمريكية للطب التناسلي
الجمعية الأمريكية للطب التناسلي هي منظمة متعددة التخصصات مكرسة للنهوض بعلم وممارسة الطب التناسلي. وهو يوفر منتدى للجمهور العام والباحثين والأطباء والعاملين الصحيين المنتسبين من خلال التعليم والمنشورات والاجتماعات. مقر الجمعية في برمنغهام-ألاباما ومكتب الشؤون العامة في واشنطن العاصمة.

## التاريخ والأنشطة
تأسست في عام 1944 من قبل مجموعة صغيرة من خبراء الخصوبة الذين اجتمعوا في شيكاغو، وكان اسمها الأولي هو الجمعية الأمريكية لدراسة العقم ومن ثم جمعية الخصوبة الأمريكية (AFS). على الرغم من كونها منظمة أمريكية في المقام الأول، إلا أنها تضم الآن أعضاء من أكثر من 100 دولة حول العالم. وتعتبر الأنشطة الرئيسية هي الاجتماع السنوي الذي يجمع عدة آلاف من المهنيين المهتمين من مختلف البلدان، فضلا عن الدورات والندوات وورش العمل والمنشورات. تركز مجموعات المصالح الخاصة على التكنولوجيا المساعدة على الإنجاب، وعلم أمراض الذكورة، والجراحة التناسلية، ومنع الحمل، وسن اليأس، والاستشارة الوراثية، والممارسات التجارية، والغدد الصماء التناسلية، والجنس، والغدد الصماء في مرحلة المراهقة ، والتمريض التناسلي ، وعلم الأحياء التناسلية ، والصحة العقلية ، وتقنيات التصوير ، وتقنيات المختبرات ، وحماية الخصوبة. ، وعلم المناعة الإنجابية.  لدى الجمعية الأمريكية للطب التناسلي لجنة أخلاقيات تقدم التوجيه بشأن القضايا الأخلاقية. تصدر لجنة الممارسة بالجمعية المبادئ التوجيهية والتقارير السريرية. تتابع وسائل الإعلام تصريحاتها وأفعالها عن كثب. النظير الأوروبي من ASRM هو ESHRE.